# 2024年跨聯盟籃球邀請賽
2024年跨聯盟籃球邀請賽是由中華民國籃球協會主辦的第三屆跨聯盟籃球邀請賽，於2024年8月24日至8月31日在基隆市立體育館舉行，參賽球隊有超級籃球聯賽台灣啤酒（含台灣職業籃球大聯盟桃園台啤永豐雲豹球員）、臺灣銀行與彰化柏力力，台灣職業籃球大聯盟組聯隊（RISE BEYOND），菁英潛力培訓隊，亞大籃代表隊，外國大學菲律賓大學隊與曼谷大學隊。

## 戰績排名
| 排名 | 隊伍                   | 賽 | 勝 | 負 | 率    | 勝差 |
| ---- | ---------------------- | -- | -- | -- | ----- | ---- |
| 1    | 菲律賓大學隊           | 7  | 7  | 0  | 1.000 | —    |
| 2    | 台灣啤酒               | 7  | 5  | 2  | .714  | 2    |
| 3    | 亞大籃代表隊           | 7  | 5  | 2  | .714  | 2    |
| 4    | 彰化柏力力             | 7  | 4  | 3  | .571  | 3    |
| 5    | 台灣職業籃球大聯盟聯隊 | 7  | 3  | 4  | .429  | 4    |
| 6    | 臺灣銀行               | 7  | 3  | 4  | .429  | 4    |
| 7    | 菁英潛力培訓隊         | 7  | 1  | 6  | .143  | 6    |
| 8    | 曼谷大學隊             | 7  | 0  | 7  | .000  | 7    |

## 比賽日誌
| 2024年8月24日 | 彰化柏力力                                                | 73–83                                 | 臺灣銀行                                                   |  |  |
| 13:00         | 每節分數： 27–25、17–27、11–12、18–19                     | 每節分數： 27–25、17–27、11–12、18–19 | 每節分數： 27–25、17–27、11–12、18–19                      |  |  |
|               | 得分： 楊天佑（14） 籃板： 蘇格爾（9） 助攻： 楊天佑（5） | 詳細數據                              | 得分： 潘祥偉（12） 籃板： 王詠誠（10） 助攻： 林哲霆（5） |  |  |

| 2024年8月24日 | 台灣職業籃球大聯盟聯隊                                          | 61–68                                | 台灣啤酒                                                            |  |  |
| 15:00         | 每節分數： 9–18、15–20、19–13、18–17                            | 每節分數： 9–18、15–20、19–13、18–17 | 每節分數： 9–18、15–20、19–13、18–17                                |  |  |
|               | 得分： 魏莨哲（18） 籃板： 江均（12） 助攻： 江均 / 王振原（3） | 詳細數據                             | 得分： 朱億宗（18） 籃板： 阿拉薩（12） 助攻： 呂宗霖 / 盧捷閔（5） |  |  |

| 2024年8月24日 | 亞大籃代表隊                                              | 106–39                              | 曼谷大學隊                                                                       |  |  |
| 17:00         | 每節分數： 26–14、32–10、28–9、20–6                       | 每節分數： 26–14、32–10、28–9、20–6 | 每節分數： 26–14、32–10、28–9、20–6                                              |  |  |
|               | 得分： 劉丞勳（16） 籃板： 史魯齊（9） 助攻： 莊朝勝（6） | 詳細數據                            | 得分： 林鈺凱（9） 籃板： Austin Derrick（10） 助攻： Suphakit Thitikhunrat（5） |  |  |

| 2024年8月24日 | 菁英潛力培訓隊                                                                               | 47–82                                | 菲律賓大學隊                                                                                                |  |  |
| 19:30         | 每節分數： 9–18、11–20、14–21、13–23                                                         | 每節分數： 9–18、11–20、14–21、13–23 | 每節分數： 9–18、11–20、14–21、13–23                                                                        |  |  |
|               | 得分： 王威翔 / 廖偉皓（8） 籃板： 廖偉皓 / 曾睦軒（4） 助攻： 王威翔 / 馬駿颿 / 丹尼爾（2） | 詳細數據                             | 得分： Kingsley Onyedikachi Ududo（15） 籃板： Quentin Millora-Brown（11） 助攻： Terrence John Fortea（4） |  |  |

| 2024年8月25日 | 台灣啤酒                                                | 83–92                                 | 彰化柏力力                                                  |  |  |
| 13:00         | 每節分數： 21–29、24–26、26–26、12–11                   | 每節分數： 21–29、24–26、26–26、12–11 | 每節分數： 21–29、24–26、26–26、12–11                       |  |  |
|               | 得分： 朱億宗（23） 籃板： 蓋比（9） 助攻： 呂宗霖（4） | 詳細數據                              | 得分： 蘇格爾（25） 籃板： 蘇格爾（16） 助攻： 楊天佑（10） |  |  |

| 2024年8月25日 | 臺灣銀行                                                  | 54–83                                | 台灣職業籃球大聯盟聯隊                                  |  |  |
| 15:00         | 每節分數： 10–21、19–15、16–26、9–21                      | 每節分數： 10–21、19–15、16–26、9–21 | 每節分數： 10–21、19–15、16–26、9–21                    |  |  |
|               | 得分： 林哲霆（11） 籃板： 王詠誠（6） 助攻： 林哲霆（4） | 詳細數據                             | 得分： 江均（19） 籃板： 陳俊男（9） 助攻： 魏莨哲（5） |  |  |

| 2024年8月25日 | 菲律賓大學隊                                                                                      | 74–64                                 | 亞大籃代表隊                                              |  |  |
| 17:00         | 每節分數： 19–15、18–17、17–13、20–19                                                             | 每節分數： 19–15、18–17、17–13、20–19 | 每節分數： 19–15、18–17、17–13、20–19                     |  |  |
|               | 得分： Harold Alarcon（14） 籃板： Quentin Millora-Brown（10） 助攻： Joel Diomar Cagulangan（7） | 詳細數據                              | 得分： 劉丞勳（17） 籃板： 胡晉豪（7） 助攻： 宋昕澔（5） |  |  |

| 2024年8月25日 | 曼谷大學隊                                                                               | 44–76                                | 菁英潛力培訓隊                                                              |  |  |
| 19:00         | 每節分數： 7–14、10–27、12–18、15–17                                                     | 每節分數： 7–14、10–27、12–18、15–17 | 每節分數： 7–14、10–27、12–18、15–17                                        |  |  |
|               | 得分： Austin Derrick（13） 籃板： Austin Derrick（8） 助攻： Suphakit Thitikhunrat（3） | 詳細數據                             | 得分： 徐堂琪（15） 籃板： 廖偉皓 / 陳威宇 / 丹尼爾（5） 助攻： 林明暐（5） |  |  |

| 2024年8月26日 | 台灣職業籃球大聯盟聯隊                                           | 45–84                                | 菲律賓大學隊                                                                                 |  |  |
| 13:00         | 每節分數： 12–19、7–21、15–30、11–14                             | 每節分數： 12–19、7–21、15–30、11–14 | 每節分數： 12–19、7–21、15–30、11–14                                                         |  |  |
|               | 得分： 魏莨哲（10） 籃板： 江均 / 勤明慶（4） 助攻： 魏莨哲（3） | 詳細數據                             | 得分： Francis Leo Lopez（14） 籃板： Jalen Isagani Stevens（16） 助攻： Reyland Torres（6） |  |  |

| 2024年8月26日 | 彰化柏力力                                                                 | 76–56                                 | 曼谷大學隊                                                                                        |  |  |
| 15:00         | 每節分數： 21–14、14–12、23–13、18–17                                      | 每節分數： 21–14、14–12、23–13、18–17 | 每節分數： 21–14、14–12、23–13、18–17                                                             |  |  |
|               | 得分： 黃泓諭（17） 籃板： 蘇格爾（13） 助攻： 林勵 / 林梓峰 / 黃建智（4） | 詳細數據                              | 得分： Austin Derrick（10） 籃板： Sebastine Chizoba Oguejiofor（7） 助攻： Santisuk Watngam（4） |  |  |

| 2024年8月26日 | 亞大籃代表隊                                                       | 93–77                                 | 臺灣銀行                                                  |  |  |
| 17:00         | 每節分數： 29–23、18–13、24–26、22–15                              | 每節分數： 29–23、18–13、24–26、22–15 | 每節分數： 29–23、18–13、24–26、22–15                     |  |  |
|               | 得分： 吳志鍇（20） 籃板： 胡晉豪 / 黃偉程（5） 助攻： 宋昕澔（8） | 詳細數據                              | 得分： 陳侑昫（19） 籃板： 張家禾（8） 助攻： 林柏偉（6） |  |  |

| 2024年8月26日 | 菁英潛力培訓隊                                            | 60–79                                 | 台灣啤酒                                                   |  |  |
| 19:00         | 每節分數： 12–18、13–22、20–24、15–15                     | 每節分數： 12–18、13–22、20–24、15–15 | 每節分數： 12–18、13–22、20–24、15–15                      |  |  |
|               | 得分： 丹尼爾（15） 籃板： 丹尼爾（7） 助攻： 馬駿颿（4） | 詳細數據                              | 得分： 安東尼（21） 籃板： 阿拉薩（17） 助攻： 呂宗霖（7） |  |  |

| 2024年8月27日 | 曼谷大學隊                                                                                                  | 78–85（OT）                                        | 台灣職業籃球大聯盟聯隊                                   |  |  |
| 13:00         | 每節分數： 17–24、23–27、16–11、17–11、加时： 5–12                                                          | 每節分數： 17–24、23–27、16–11、17–11、加时： 5–12 | 每節分數： 17–24、23–27、16–11、17–11、加时： 5–12       |  |  |
|               | 得分： Suphakit Thitikhunrat（17） 籃板： Sebastine Chizoba Oguejiofor（16） 助攻： Panudet Kularptip（12） | 詳細數據                                           | 得分： 魏莨哲（25） 籃板： 江均（12） 助攻： 王振原（6） |  |  |

| 2024年8月27日 | 台灣啤酒                                                    | 84–81                                 | 亞大籃代表隊                                                                 |  |  |
| 15:00         | 每節分數： 24–17、21–16、21–23、18–25                       | 每節分數： 24–17、21–16、21–23、18–25 | 每節分數： 24–17、21–16、21–23、18–25                                        |  |  |
|               | 得分： 阿拉薩（21） 籃板： 阿拉薩（11） 助攻： 呂宗霖（11） | 詳細數據                              | 得分： 劉丞勳 / 吳志鍇（16） 籃板： 宋昕澔 / 胡晉豪（7） 助攻： 宋昕澔（11） |  |  |

| 2024年8月27日 | 菲律賓大學隊 | 85–69                                 | 彰化柏力力                                                |  |  |
| 17:00         | 每節分數： 22–16、15–19、25–15、23–19                                                                                              | 每節分數： 22–16、15–19、25–15、23–19 | 每節分數： 22–16、15–19、25–15、23–19                     |  |  |
|               | 得分： Kingsley Onyedikachi Ududo（25） 籃板： Jalen Isagani Stevens / Kingsley Onyedikachi Ududo（10） 助攻： Reyland Torres（9） | 詳細數據                              | 得分： 蘇格爾（23） 籃板： 蘇格爾（6） 助攻： 陳昭群（6） |  |  |

| 2024年8月27日 | 臺灣銀行                                                                           | 81–77                                 | 菁英潛力培訓隊                                            |  |  |
| 19:00         | 每節分數： 13–18、27–16、21–24、20–19                                              | 每節分數： 13–18、27–16、21–24、20–19 | 每節分數： 13–18、27–16、21–24、20–19                     |  |  |
|               | 得分： 簡家暐（26） 籃板： 潘祥偉 / 郭翰（8） 助攻： 簡家暐 / 林哲霆 / 李維哲（4） | 詳細數據                              | 得分： 林韋愷（26） 籃板： 丹尼爾（9） 助攻： 徐堂琪（4） |  |  |

| 2024年8月29日 | 台灣啤酒                                                   | 65–72                                 | 菲律賓大學隊 |  |  |
| 13:00         | 每節分數： 15–19、20–24、15–14、15–15                      | 每節分數： 15–19、20–24、15–14、15–15 | 每節分數： 15–19、20–24、15–14、15–15                                                                           |  |  |
|               | 得分： 鄭駿龍（22） 籃板： 阿拉薩（12） 助攻： 呂宗霖（6） | 詳細數據                              | 得分： Francis Leo Lopez（17） 籃板： Jalen Isagani Stevens（8） 助攻： Francis Leo Lopez / Harold Alarcon（3） |  |  |

| 2024年8月29日 | 曼谷大學隊                                                                      | 50–98                                | 臺灣銀行                                                           |  |  |
| 15:00         | 每節分數： 7–21、19–29、11–18、13–30                                            | 每節分數： 7–21、19–29、11–18、13–30 | 每節分數： 7–21、19–29、11–18、13–30                               |  |  |
|               | 得分： Panudet Kularptip（14） 籃板： Chanpob Tantiwong（8） 助攻： 林鈺凱（5） | 詳細數據                             | 得分： 聶歐瑪（14） 籃板： 聶歐瑪（8） 助攻： 王泰傑 / 王書府（5） |  |  |

| 2024年8月29日 | 亞大籃代表隊                                              | 91–81                                 | 彰化柏力力                                                 |  |  |
| 17:00         | 每節分數： 34–22、24–24、16–16、17–19                     | 每節分數： 34–22、24–24、16–16、17–19 | 每節分數： 34–22、24–24、16–16、17–19                      |  |  |
|               | 得分： 宋昕澔（19） 籃板： 莊朝勝（8） 助攻： 徐得祈（7） | 詳細數據                              | 得分： 蘇格爾（21） 籃板： 蘇格爾（14） 助攻： 黃泓諭（8） |  |  |

| 2024年8月29日 | 菁英潛力培訓隊                                             | 77–85                                | 台灣職業籃球大聯盟聯隊                                                           |  |  |
| 19:00         | 每節分數： 27–29、8–15、17–17、25–24                       | 每節分數： 27–29、8–15、17–17、25–24 | 每節分數： 27–29、8–15、17–17、25–24                                             |  |  |
|               | 得分： 林韋愷（18） 籃板： 曾信武（7） 助攻： 王威翔（10） | 詳細數據                             | 得分： 蘇培凱（16） 籃板： 江均 / 容毅燊（7） 助攻： 魏莨哲 / 江均 / 勤明慶（3） |  |  |

| 2024年8月30日 | 菲律賓大學隊 | 130–54                               | 曼谷大學隊 |  |  |
| 13:00         | 每節分數： 31–15、32–17、30–5、37–17                                                                             | 每節分數： 31–15、32–17、30–5、37–17 | 每節分數： 31–15、32–17、30–5、37–17                                                                              |  |  |
|               | 得分： Kingsley Onyedikachi Ududo（26） 籃板： Kingsley Onyedikachi Ududo（11） 助攻： Terrence John Fortea（9） | 詳細數據                             | 得分： Santisuk Watngam / Suphakit Thitikhunrat（12） 籃板： Chanpob Tantiwong（4） 助攻： Chanpob Tantiwong（3） |  |  |

| 2024年8月30日 | 臺灣銀行                                                           | 77–85                                | 台灣啤酒                                                   |  |  |
| 15:00         | 每節分數： 29–22、24–14、18–20、6–29                               | 每節分數： 29–22、24–14、18–20、6–29 | 每節分數： 29–22、24–14、18–20、6–29                       |  |  |
|               | 得分： 潘祥偉（20） 籃板： 潘祥偉（8） 助攻： 潘祥偉 / 李維哲（3） | 詳細數據                             | 得分： 鄭駿龍（24） 籃板： 阿拉薩（13） 助攻： 呂宗霖（8） |  |  |

| 2024年8月30日 | 台灣職業籃球大聯盟聯隊                                 | 60–78                                | 亞大籃代表隊                                              |  |  |
| 17:00         | 每節分數： 24–21、9–19、14–17、13–21                   | 每節分數： 24–21、9–19、14–17、13–21 | 每節分數： 24–21、9–19、14–17、13–21                      |  |  |
|               | 得分： 江均（15） 籃板： 江均（10） 助攻： 魏莨哲（3） | 詳細數據                             | 得分： 劉丞勳（22） 籃板： 劉丞勳（9） 助攻： 宋昕澔（7） |  |  |

| 2024年8月30日 | 彰化柏力力                                                 | 83–61                                 | 菁英潛力培訓隊                                            |  |  |
| 19:00         | 每節分數： 28–12、20–19、19–11、16–19                      | 每節分數： 28–12、20–19、19–11、16–19 | 每節分數： 28–12、20–19、19–11、16–19                     |  |  |
|               | 得分： 蘇格爾（28） 籃板： 蘇格爾（15） 助攻： 黃泓諭（4） | 詳細數據                              | 得分： 廖偉皓（15） 籃板： 曹祐寧（4） 助攻： 王威翔（5） |  |  |

| 2024年8月31日 | 臺灣銀行                                                  | 99–107                                | 菲律賓大學隊 |  |  |
| 13:00         | 每節分數： 29–24、21–31、27–24、22–28                     | 每節分數： 29–24、21–31、27–24、22–28 | 每節分數： 29–24、21–31、27–24、22–28                                                                           |  |  |
|               | 得分： 王泰傑（22） 籃板： 陳侑昫（4） 助攻： 王泰傑（6） | 詳細數據                              | 得分： Harold Alarcon（19） 籃板： Mark Gil Belmonte / Sean Stark Alter（6） 助攻： Ernest John Felicilda（10） |  |  |

| 2024年8月31日 | 台灣職業籃球大聯盟聯隊                                    | 53–63                                 | 彰化柏力力                                                      |  |  |
| 15:00         | 每節分數： 12–18、13–20、17–10、11–15                     | 每節分數： 12–18、13–20、17–10、11–15 | 每節分數： 12–18、13–20、17–10、11–15                           |  |  |
|               | 得分： 王振原（10） 籃板： 史承平（9） 助攻： 姜廣謙（4） | 詳細數據                              | 得分： 林勵 / 蘇格爾（11） 籃板： 張幃翔（10） 助攻： 林勵（5） |  |  |

| 2024年8月31日 | 曼谷大學隊                                                                                                  | 49–93                                | 台灣啤酒                                                        |  |  |
| 17:00         | 每節分數： 8–17、13–19、15–31、13–26                                                                        | 每節分數： 8–17、13–19、15–31、13–26 | 每節分數： 8–17、13–19、15–31、13–26                            |  |  |
|               | 得分： Panudet Kularptip / Austin Derrick（8） 籃板： Panudet Kularptip（10） 助攻： Panudet Kularptip（7） | 詳細數據                             | 得分： 蓋比（21） 籃板： 蓋比（11） 助攻： 蔣浩文 / 曾品富（5） |  |  |

| 2024年8月31日 | 菁英潛力培訓隊                                                      | 81–89                                 | 亞大籃代表隊                                                       |  |  |
| 19:00         | 每節分數： 19–20、17–20、15–24、30–25                               | 每節分數： 19–20、17–20、15–24、30–25 | 每節分數： 19–20、17–20、15–24、30–25                              |  |  |
|               | 得分： 魏芃禾（15） 籃板： 丹尼爾（13） 助攻： 王威翔 / 林子皓（5） | 詳細數據                              | 得分： 莊朝勝（21） 籃板： 劉丞勳（9） 助攻： 徐得祈 / 莊朝勝（3） |  |  |

## 球員名單
| 台灣啤酒 - 1 王新瑋 - 2 安東尼 - 5 呂宗霖 - 6 林柏豪 - 7 陳孝榕 - 8 鄭駿龍 - 9 蔣浩文 - 10 曾品富 - 11 簡賀宇 - 15 范士恩 - 16 盧捷閔 - 17 賴俊廷 - 18 蓋比 - 24 朱億宗 - 28 陳俊翰 - 77 阿拉薩 - 89 陳兆豪 臺灣銀行 - 0 簡家暐 - 2 郭振復 - 3 陳侑昫 - 5 聶歐瑪 - 7 王偉丞 - 8 林哲霆 - 9 林柏偉 - 10 周日騰 - 11 潘祥偉 - 12 張家禾 - 13 王泰傑 - 14 郭翰 - 22 林均濠 - 24 高健益 - 25 王書府 - 27 曹立中 - 29 王詠誠 - 58 李維哲 | 彰化柏力力 - 0 林勵 - 3 黃泓諭 - 5 陳昭群 - 7 江尚謙 - 8 張幃翔 - 11 林梓峰 - 12 謝承諳 - 13 黃建智 - 19 楊天佑 - 22 蘇格爾 - 24 蔡紘揚 - 34 王家昌 - 77 徐仕宏 台灣職業籃球大聯盟聯隊 - 0 魏莨哲 - 1 蘇培凱 - 2 姜廣謙 - 3 陳俊男 - 6 江均 - 8 王振原 - 9 張兆辰 - 14 莊博元 - 18 汪哲宇 - 27 史承平 - 52 容毅燊 - 77 李沛澄 - 85 勤明慶 | 菁英潛力培訓隊 - 0 林韋愷 - 2 王威翔 - 3 魏芃禾 - 5 張傑程 - 6 王鈞聖 - 7 林明暐 - 8 徐堂琪 - 12 林子皓 - 13 潘立丞 - 14 曹祐寧 - 15 廖偉皓 - 17 馬駿颿 - 22 曾信武 - 23 陳威宇 - 24 曾睦軒 - 35 丹尼爾 亞大籃代表隊 - 1 王凱裕 - 2 徐得祈 - 5 郭俊言 - 8 李允傑 - 9 莊朝勝 - 10 宋昕澔 - 13 劉丞勳 - 14 胡晉豪 - 15 史魯齊 - 16 鍾理翔 - 23 吳志鍇 - 25 梁瀚 - 26 喬納森 - 39 黃偉程 | 菲律賓大學隊 - 2 Reyland Torres - 5 Denzil Dominick Walker - 8 Jacob Bayla - 10 Terrence John Fortea - 11 Lowell Francis Briones - 12 Joel Diomar Cagulangan - 13 Mark Gil Belmote - 17 Francis Leo Lopez - 18 Harold Alarcon - 19 Gerry Austin Abadiano - 20 Ernest John Felicilda - 24 Sean Aldous Torculas - 33 Sean Stark Alter - 42 Quentin Millora-Brown - 55 Jalen Isagani Stevens - 88 Kingsley Onyedikachi Ududo 曼谷大學隊 - 0 Sanrak Rongruang - 2 Panudet Kularptip - 3 Santisuk Watngam - 8 Naphatsadon Mokya - 9 Weewit Chotjiraanan - 10 Suphakit Thitikhunrat - 11 林鈺凱（Lin Yu-Kae） - 12 Sebastine Chizoba Oguejiofor - 14 Austin Derrick - 19 Chanpob Tantiwong - 22 張庭瑋（Cheung Ting Wei） - 25 Thanakon Kosanlavit - 29 Takamin Sirijariyaporn - 92 Peerachet Sapsudawong |

- 參考資料：[3]

## 最終戰績
| 名次 | 球隊         | 參考  |
| ---- | ------------ | ----- |
| 冠軍 | 菲律賓大學隊 | [ 4 ] |
| 亞軍 | 台灣啤酒     | [ 4 ] |
| 季軍 | 亞大籃代表隊 | [ 4 ] |

## 獎項
| 獎項     | 得主   | 球隊                   | 參考  |
| -------- | ------ | ---------------------- | ----- |
| MVP      | 朱億宗 | 台灣啤酒               | [ 4 ] |
| 最佳五人 | 魏莨哲 | 台灣職業籃球大聯盟聯隊 | [ 4 ] |
| 最佳五人 | 宋昕澔 | 亞大籃代表隊           | [ 4 ] |
| 最佳五人 | 朱億宗 | 台灣啤酒               | [ 4 ] |
| 最佳五人 | 劉丞勳 | 亞大籃代表隊           | [ 4 ] |
| 最佳五人 | 蘇格爾 | 彰化柏力力             | [ 4 ] |

## 外部連結
- 官方网站